# 布列塔尼 (安德尔省)
布列塔尼（法語：Bretagne，法語發音：[bʁətaɲ] ⓘ）是法国安德尔省的一个市镇，位于该省中东部，属于沙托鲁区。

## 地理
布列塔尼（47°0'11"N, 1°40'50"E）面积18.36 平方千米，位于法国中央-卢瓦尔河谷大区安德尔省，该省份为法国中部省份，北起卢瓦-谢尔省，西北接安德尔-卢瓦尔省，西南接维埃纳省，南至克勒兹省和上维埃纳省，东临谢尔省。
与布列塔尼接壤的市镇（或旧市镇、城区）包括：布日堡、布里永、利涅、勒夫鲁。

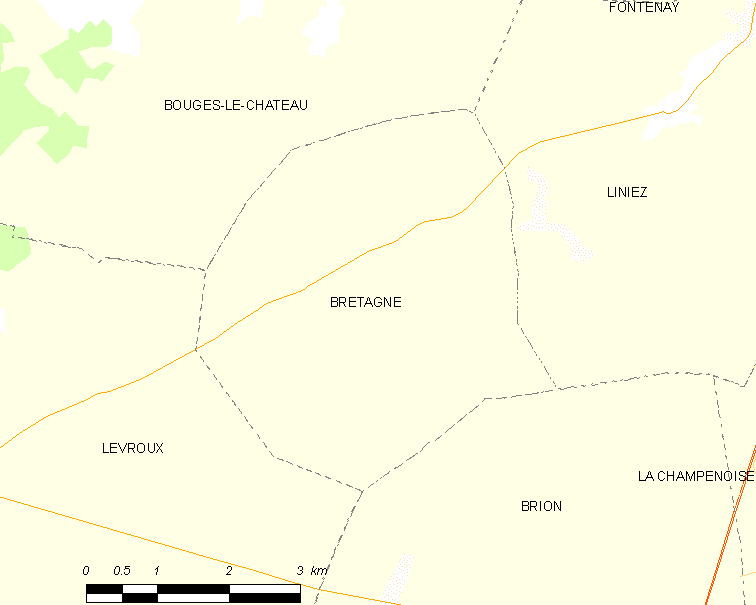
的OSM定位图

布列塔尼的时区为UTC+01:00、UTC+02:00（夏令时）。

## 行政
布列塔尼的邮政编码为36110，INSEE市镇编码为36024。

## 政治
布列塔尼所属的省级选区为勒夫鲁县。

## 人口

1962-2008年间人口变化图示

布列塔尼于2022年1月1日时的人口数量为122人。